# Centre Dürrenmatt Neuchâtel
Pour les articles homonymes, voir CDN.
 (février 2023).
Le Centre Dürrenmatt Neuchâtel, abrégé CDN, est un bâtiment et un musée d'art à Neuchâtel en Suisse.

## Présentation générale
Le Centre Dürrenmatt Neuchâtel, abrégé CDN, rassemble, conserve et diffuse l'œuvre picturale de l'écrivain et peintre Friedrich Dürrenmatt (1921-1990), tout en montrant la complémentarité entre texte et image dans son œuvre. Le bâtiment a été conçu à partir de 1992 par Mario Botta autour de l'ancienne maison de Friedrich Dürrenmatt et inauguré en l'an 2000 dans le Vallon de l'Ermitage à Neuchâtel en Suisse. Le Centre Dürrenmatt Neuchâtel est un musée de la Bibliothèque nationale suisse à Berne, une institution de la Confédération suisse.
Le CDN présente une exposition permanente consacrée à l’œuvre picturale et littéraire de Friedrich Dürrenmatt, ainsi qu'environ trois expositions temporaires par an. Il propose régulièrement des manifestations sous forme de performance, lectures ou tables rondes, en lien avec les thèmes présents dans l’œuvre de Friedrich Dürrenmatt.
Le Centre Dürrenmatt Neuchâtel invite également des artistes contemporains afin d'interpréter ou de s'inspirer de la pensée de l'écrivain et peintre suisse. Les concerts, pièces de théâtre ou œuvres picturales qui résultent de cette collaboration sont ensuite montrés au CDN.
Espace d’expositions et de manifestations, le Centre Dürrenmatt est également un lieu pour la recherche qui favorise les approches critiques de l’œuvre littéraire et picturale du dramaturge suisse. Cette activité se concrétise le plus souvent sous forme de publications.

### Direction
Depuis novembre 2014 : Madeleine Betschart
2000 à 2014 : Janine Perret Sgualdo

## Architecture

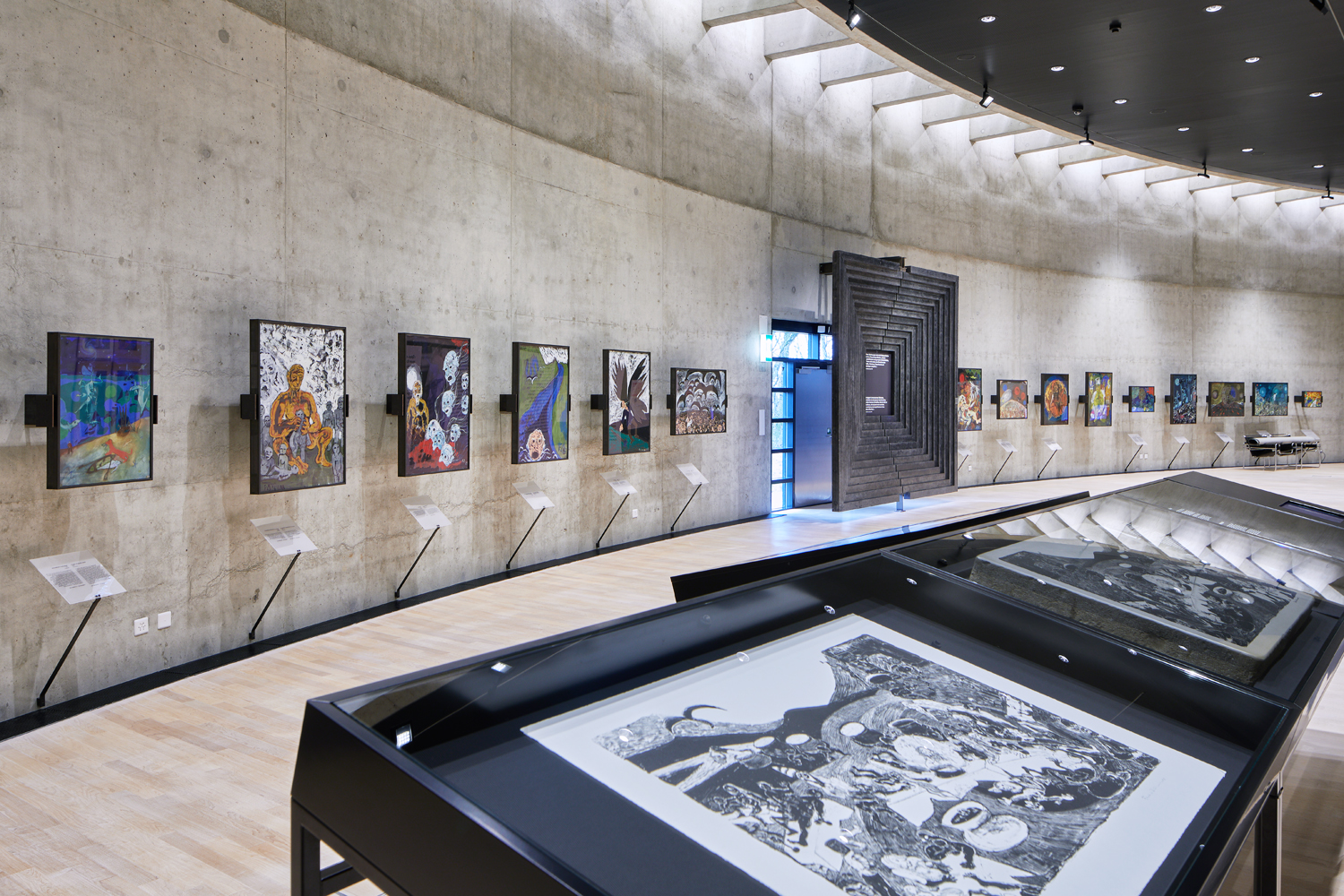
Grande salle du Centre Dürrenmatt Neuchâtel

Auteur de réalisations architecturales reconnues dans le monde entier, Mario Botta (*1943) accepte immédiatement le mandat de concevoir un musée pour valoriser l’œuvre de Friedrich Dürrenmatt, qu’il considère comme « l’une des figures les plus lucides qu’ait connues le XXe siècle ».
L’architecte a intégré dans son concept la première villa familiale, où a vécu Dürrenmatt et sa famille à partir de 1952. Tout en tirant parti des particularités du site, l’architecture dialogue avec l’œuvre de l’écrivain et peintre. Par exemple, la multiplicité des accès aux salles se réfère au thème du labyrinthe et la construction en tour reprend le motif de la tour de Babel. La terrasse fait quant à elle penser à une scène de théâtre ouverte sur le monde. Même dans son idée de déployer les salles d’exposition sous terre, l’architecte évoque Dürrenmatt : « C'est un écrivain qui creuse à l'intérieur de l'âme humaine. C'est pourquoi cette idée d'entrer dans la terre m'a parue juste. »

## Bibliothèque

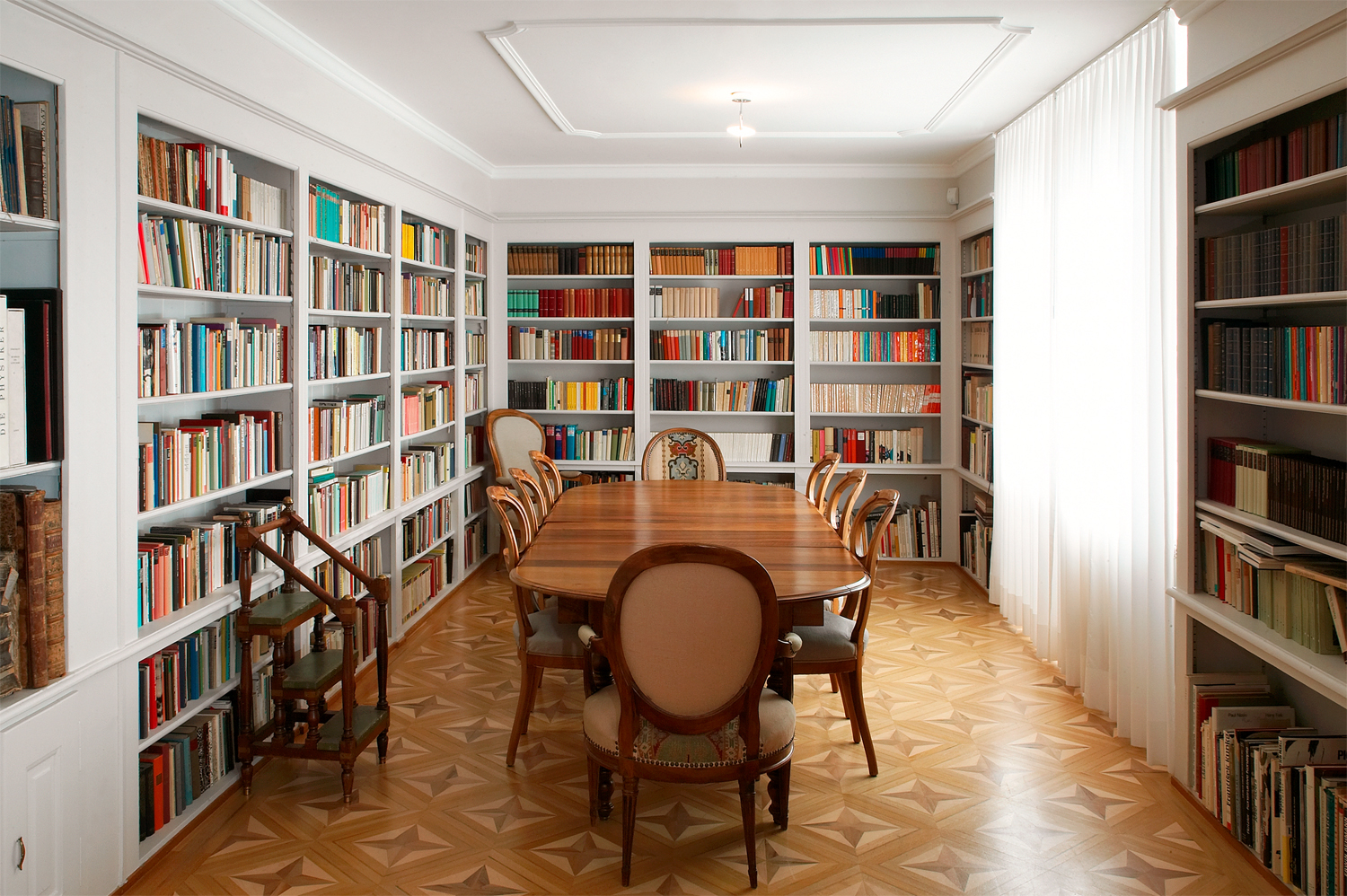
La bibliothèque de Friedrich Dürrenmatt dans sa maison familiale, faisant aujourd'hui partie du CDN.

Dans sa bibliothèque, Friedrich Dürrenmatt aimait boire son café, lire ou s’entretenir avec ses invités. La pièce, conservée avec son mobilier d’origine, réunit plus de 4 000 ouvrages issus de la littérature mondiale. On[style à revoir] y trouve ses auteurs classiques préférés, dont E.T.A. Hoffmann et Gotthold Ephraim Lessing, des écrits de ses contemporains, comme Max Frisch ou Paul Celan, mais également des livres d’art et des recueils de caricatures. Dürrenmatt classe ses livres par langues d’expression des auteurs, mais lit majoritairement des traductions allemandes.
Dans d’autres bibliothèques situées dans sa seconde villa sont conservés 4000 autres livres. Il s’agit principalement d’ouvrages philosophiques et scientifiques, qui témoignent de la diversité de ses intérêts et de son mode de pensée cosmologique. Certains ouvrages ont inspiré, de manière plus ou moins directe, son œuvre littéraire et picturale.

## Expositions

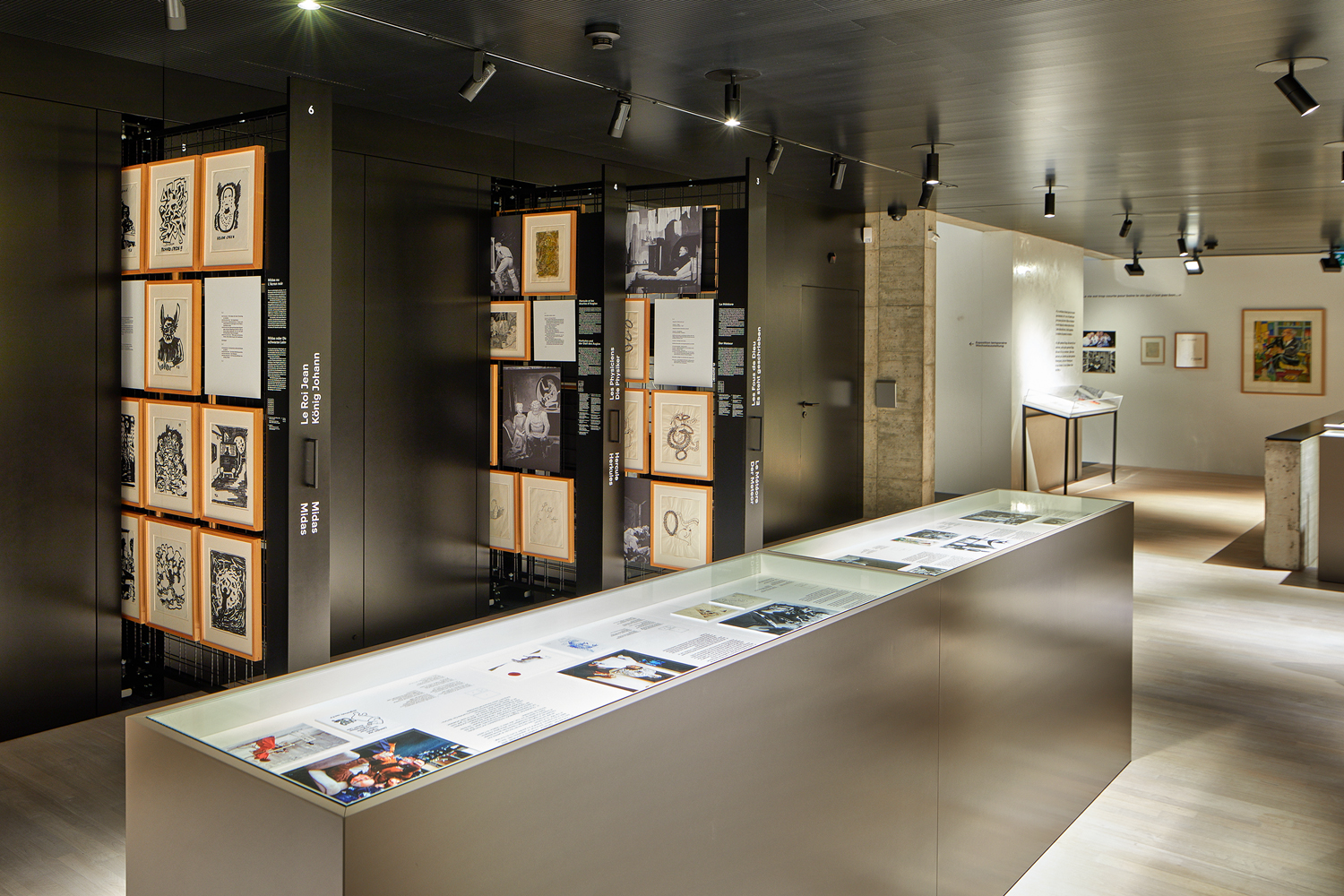
Centre Dürrenmatt de Neuchâtel - Exposition permanente

Écrivain et auteur de théâtre reconnu dans le monde entier, Friedrich Dürrenmatt (1921-1990) était aussi un peintre et dessinateur passionné, qui a gardé son œuvre artistique en grande partie secrète de son vivant. L’exposition permanente du CDN met en valeur son œuvre picturale en dialogue avec son œuvre littéraire, mais aussi sa biographie, le rayonnement de son œuvre et l’actualité de sa pensée. Renouvelée en 2021, l’exposition rend accessible à tous les publics les diverses facettes de son œuvre grâce à un accrochage repensé et des stations interactives.
Au niveau de la cafétéria est également visible la Chapelle Sixtine de Dürrenmatt, nom donné ironiquement par l'auteur à la peinture murale qu'il a réalisée dans ses toilettes.
En parallèle, le CDN accueille des expositions temporaires d'artistes engagés dans une recherche où le visuel côtoie l’écrit, ou dont les préoccupations rejoignent celles de l’écrivain et peintre suisse. Des artistes contemporains sont régulièrement invités à travailler sur une thématique centrale dans l’œuvre de Dürrenmatt.

### Musiciens ayant donné un concert au Centre Dürrenmatt
Cette section ne s'appuie pas, ou pas assez, sur des sources secondaires ou tertiaires indépendantes du sujet.

Pour l'améliorer, ajoutez-en, ou placez des modèles {{Source secondaire souhaitée}} ou {{Source secondaire nécessaire}} sur les passages mal sourcés. (février 2023)
- Léon Francioli, Joëlle Léandre et Fritz Hauser (2001)[31]
- Franziska Baumann (en)[32]
- Pierre Favre
- Lauren Newton[33]
- Urs Leimgruber
- Frances-Marie Uitti
- Delphine Bardin
- Aki Takase
- Alexander von Schlippenbach
- Marilyn Crispell
- Pauline Oliveros
- Jacques Demierre (en)
- Lionel Friedli (en)
- Jonas Kocher
- Sylvie Courvoisier
- Hildegard Kleeb (en)
- Martin Schütz (en)
- Fredy Studer (en)
- Paul Lovens
- Christy Doran
- Béatrice Graf
- Samuel Blaser (en)
- Colin Vallon (en)
- Daniel Humair
- Marianne Schuppe (en)
- Alfred Zimmerlin
- Saadet Türköz (de) (2012)[34]

## Publications

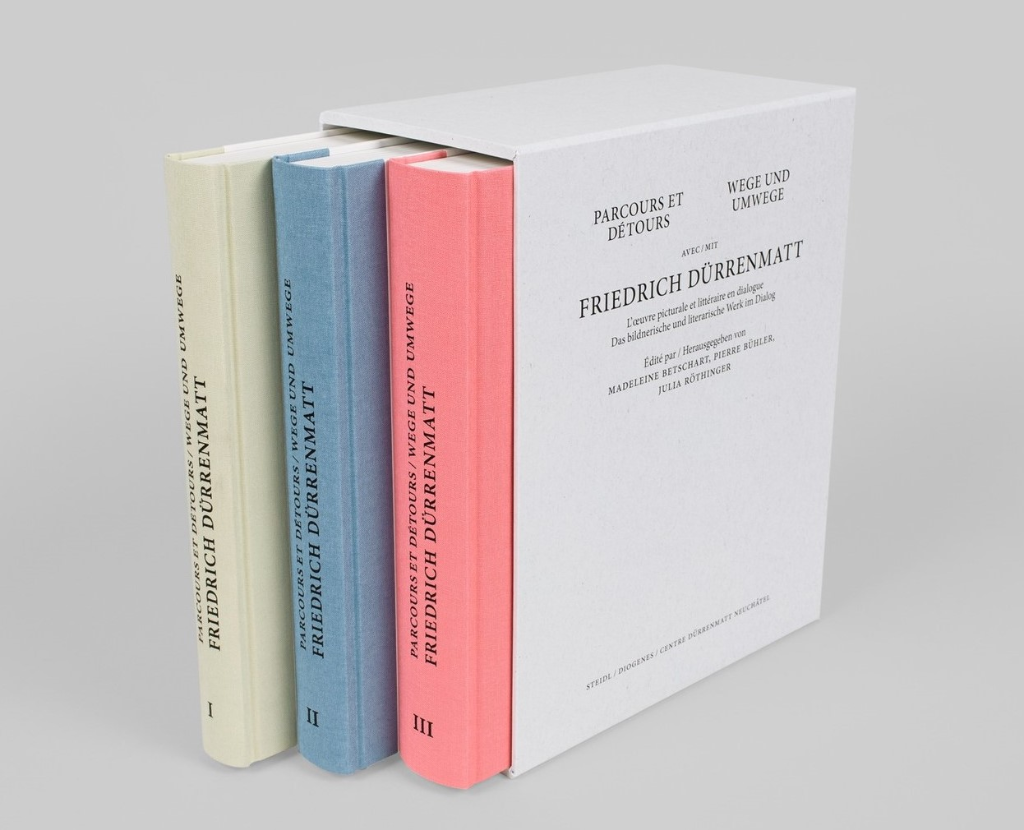
Coffret Parcours et détours

- Madeleine Betschart, Pierre Bühler et Julia Röthinger (éd.), Parcours et détours avec Friedrich Dürrenmatt – L’œuvre picturale et littéraire en dialogue, vol. 1- 3, Centre Dürrenmatt Neuchâtel/Steidl/Diogenes, français et allemand, 2021-2022.